# Sdružení Valašsko-Horní Vsacko
Sdružení Valašsko-Horní Vsacko je svazek obcí v okresu Vsetín, jeho sídlem je Karolinka a jeho cílem je podpora a udržení zájmu o veřejnou dopravu. Sdružuje celkem 10 obcí a byl založen v roce 1998.

## Obce sdružené v mikroregionu
- Bystřička
- Halenkov
- Hovězí
- Huslenky
- Janová
- Karolinka
- Nový Hrozenkov
- Velké Karlovice
- Vsetín
- Zděchov